# セヴェリナ・ヴチュコヴィッチ
セヴェリナ・ヴチュコヴィッチ（クロアチア語:Severina Vučković）はクロアチアの歌手・女優。歌手としては単にセヴェリナと名乗っている。ユーゴスラビア社会主義連邦共和国、クロアチア社会主義共和国スプリト（現クロアチア共和国）出身、1972年4月21日生まれ。2006年のユーロビジョン・ソング・コンテストにクロアチア代表として選出された。

## 音楽キャリア
セヴェリナの音楽のスタイルは、民俗音楽やキャバレーの影響を受けたポップ・ミュージックと形容される。子供の頃、地元のスプリトの劇場で端役を演じていた。1980年代、セヴェリナは地元の各種の音楽祭で賞を得てから、プロの歌手としての道を歩み始める。そのためにセヴェリナは1989年にザグレブに移り、歌手としてのキャリアの拡大を目指した。同じ年、セヴェリナは最初のアルバム『Severina』を録音した。1990年代を通じて、チャート首位を記録した「Dalmatinka」（1993年）、「Paloma nera」（1993年）、「Trava zelena」（1995年）、「Od rođendana do rođendana」（1996年）、「Djevojka sa sela」（1998年）、「Prijateljice」（1998年）、「Ja samo pjevam」（1999年）、「Ante」（1999年）などのヒット曲を通じて、ポップス歌手としての地位を築き上げていった。
2001年のアルバム『Pogled ispod obrva』の成功に続いて、セヴェリナは2002年にはコンサート・ツアー「Virujen u te」を挙行し、クロアチアのトップ歌手の一人としての地位を確かなものとした。その後2年間の中断を経て、2004年には8枚目のアルバム『Severgreen』を発売した。

### ユーロビジョン・ソング・コンテスト
2006年、セヴェリナは、ギリシャのアテネで行われるユーロビジョン・ソング・コンテスト2006にクロアチア代表として参加し、56ポイントを得て13位につけた。参加曲「Moja štikla」について、ジャーナリストや評論家、一部の一般人らの間から楽曲がセルビア的であるとして論争をよんだ。クロアチアの有力な民俗音楽家のドゥニャ・クネブル（Dunja Knebl）やリディヤ・バユク（Lidija Bajuk）は否定するものの、この楽曲のプロデューサ、ボリス・ノヴコヴィッチ（Boris Novković）もセヴェリナも、この曲はダルマチア内陸部の音楽ガンガ（ganga）やレレ（rere）の歌唱、リイェリツァ（lijerica）の演奏を取り入れたクロアチアの民俗音楽に基づくものであると反論している。

### ESC2006以降
セヴェリナの10枚目のアルバム「Zdravo Marijo」は、プロデュースの大部分にゴラン・ブレゴヴィッチを起用し、2008年5月に発売された。このアルバムからの最初のシングル「Gas, gas」はヒットとなったものの、そのブラスの演奏やふざけた悪ノリの歌詞がセルビアのターボ・フォークのようだとして批判が出た。加えて、宗教的な表現をあしらった服装（聖母マリアが描かれたタイトなシャツなどに顕著）に対しては、宗教的な要素の乱用であるとして抗議を受けた。こうした批判にもかかわらず、このアルバムは大きな人気を得、セヴェリナはアルバム収録曲からの2つめのビデオ・クリップとなる、セゼン・アクス作曲の「Tridesete」を制作した。

## 劇場キャリア
2003年、セヴェリナはHNKリエカで劇場への進出を果たした。セヴェリナはガリアノ・パホル（Galliano Pahor）と共演し、ロック・オペラ「Karolina Riječka」のタイトル・ロールを演じた。その2年後、セヴェリナは、ザグレブのメレムプフ（Kerempuh）で、モノドラマ「Čekajući svog čovika」をプロデュースし、演じた。
HNKリエカの演劇「Gospoda Glembajevi」（ミロスラヴ・クルレジャ Miroslav Krleža の同名ドラマを土台とする）において、セヴェリナをカステッリ男爵夫人の役に起用したことについて、本格的な演劇のバックグラウンドも教育もない「エンタテイナー」のセヴェリナが、クロアチア文学における極めて複雑な人物の役柄を演じることの妥当性をめぐって物議を醸した。さらに、クロアチアの国民的女優エナ・ベゴヴィッチ（Ena Begović）が2000年にブラチ島で自動車事故で死去する前、最後に演じた役柄がカステッリ男爵夫人であったことも、論争を大きくした。

## 映画キャリア
セヴェリナは2006年、ボスニア・ヘルツェゴビナのサラエヴォを舞台としたボスニア映画『Duhovi Sarajeva』の主役の一人を演じた。翌年、セヴェリナはスロベニアの映画『Petelinji zajtrk』で5分間のカメオ出演をした。

## その他

### セックス・スキャンダル
2004年、セヴェリナと、ボスニア・ヘルツェゴヴィナのクロアチア人男性との性交を収めたビデオがインターネットを通じて流出し、セヴェリナはセックス・スキャンダルの渦中に置かれた。ビデオが撮影された当時、男性は既婚者であり、またその内容もコンドームを使用せずアナルセックス、オーラルセックスなどを含む過激なものであった。このことは、クロアチアや旧ユーゴスラビア諸国の間では大きな衝撃となった。それまでの、敬虔で誠実なカトリック教徒というセヴェリナのイメージは壊滅的なまでに失われた。そのパブリック・イメージを損ねたことに対してセヴェリナは、ビデオを公開したウェブサイトを告訴することを決め、ビデオが彼女のもとから盗まれたものであること、ビデオは彼女の知的財産権があることを主張した。ザグレブ地方裁判所はこの訴えを却下した。しかし、この事故が国際的にニュースとなったこと、ビデオが世界中に広まり、これまでセヴェリナを知らなかった多くの人々が彼女の名を知ることとなり、セヴェリナに対するクロアチア国外からの関心を高める効果を生み出した。結果的にセヴェリナのキャリアは拡大し、彼女はそれまでの敬虔なイメージから一転してセクシーでスキャンダラスなイメージとなり、彼女自身もそれに従って以前よりも扇情的な服装やダンスを選ぶようになった。

### エド・マーイカとの確執
2004年、ボスニア・ヘルツェゴビナのラッパー、エド・マーイカが自身の曲「No Sikiriki」のなかでセヴェリナを非難したのがきっかけとなり、セヴェリナはエド・マーイカと確執を抱えることになる。エド・マーイカの「No Sikiriki」は、セヴェリナが架空の性遍歴を自慢していると暗喩したものであったが、同年、その後偶然にもセヴェリナは実際のセックス・スキャンダルに巻き込まれてしまった。スキャンダルの直後、セヴェリナは「Hrvatica」（クロアチアの女）という曲のなかでエド・マーイカを攻撃している。

## アルバム
- Severina (Album) – 1989年
- Dalmatinka – 1993年
- Trava zelena – 1995年
- Moja stvar – 1996年
- Djevojka sa sela – 1998年
- Paloma nera - Live album – 1999年
- Ja samo pjevam – 1999年
- Pogled ispod obrva – 2001年
- 18 velikih hitova – 2002年
- Virujen u te - Najbolje uživo – 2002年
- Virujen u te - DVD – 2003年
- Severgreen – 2004年
- Moja štikla – 2006年
- Zdravo Marijo – 2008年